# ادوارد لازار
ادوارد لازار (انگلیسی: Edward Lazear؛ زادهٔ ۱۷ اوت ۱۹۴۸) سیاست‌مدار اهل ایالات متحده آمریکا است. وی رئیس پیشین شورای مشاوران اقتصادی آمریکا بوده‌است.